# 小牧市
小牧市（日语：／ Komaki shi */?）是位于日本愛知縣西北部的城市，轄區西半部位於浓尾平原，東部及北部為丘陵地。
由於東名高速公路、名神高速公路、中央自動車道在此交會，又鄰近名古屋市，交通的優勢讓本地發展物流轉運的據點，也帶動工業產業的發展。
在轄區南部與豐山町及春日井市交會處有航空自衛隊的小牧基地，名古屋飛行場即設為小牧基地旁。

## 人口
在東部的丘陵地自1970年代開始進行桃花台新市鎮的大規模開發，至1999年開發完成後，形成一個約兩萬五千人居住的大型居住區。
| 小牧市人口分布圖 |                                               |  |
| 小牧市與日本全國年齡別人口分布比較圖 （2005年資料） | 小牧市的年齡、男女別人口分布圖 （2005年資料） |  |
| ■紫色是小牧市 ■綠色是全国 | ■藍色是男性 ■紅色是女性                       |  |
| 小牧市人口變化 \| 1970年 \| 79,606人 \| \| \| 1975年 \| 97,445人 \| \| \| 1980年 \| 103,233人 \| \| \| 1985年 \| 113,284人 \| \| \| 1990年 \| 124,441人 \| \| \| 1995年 \| 137,165人 \| \| \| 2000年 \| 143,122人 \| \| \| 2005年 \| 147,182人 \| \| \| 2010年 \| 147,132人 \| \| \| 2015年 \| 149,462人 \| \| \| 2020年 \| 148,831人 \| \| |                                               |  |
| 資料來源：日本總務省統計中心提供之人口普查數據 |                                               |  |
| 1970年 | 79,606人                                      |  |
| 1975年 | 97,445人                                      |  |
| 1980年 | 103,233人                                     |  |
| 1985年 | 113,284人                                     |  |
| 1990年 | 124,441人                                     |  |
| 1995年 | 137,165人                                     |  |
| 2000年 | 143,122人                                     |  |
| 2005年 | 147,182人                                     |  |
| 2010年 | 147,132人                                     |  |
| 2015年 | 149,462人                                     |  |
| 2020年 | 148,831人                                     |  |

## 歷史

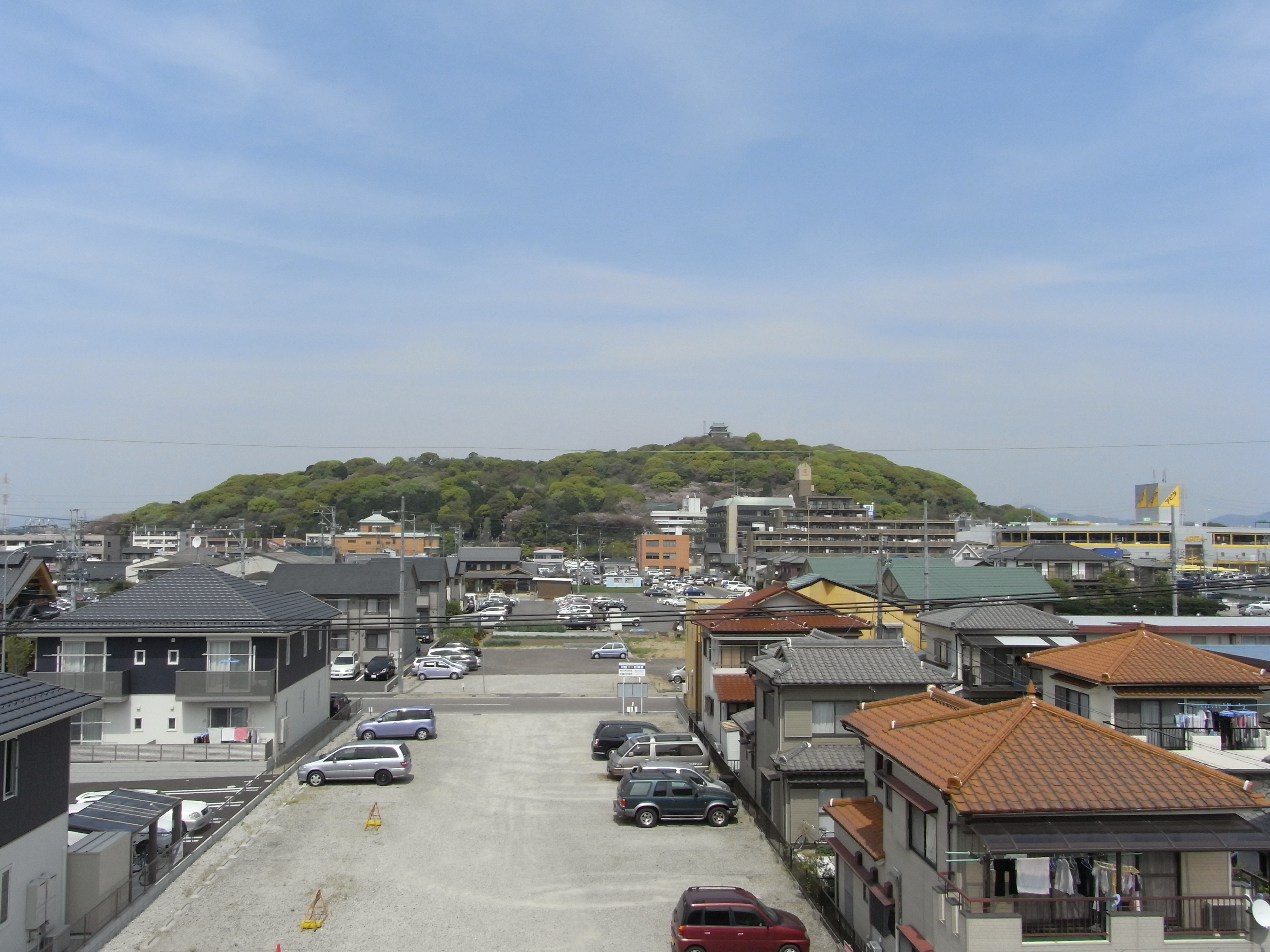
自小牧市市區看到的小牧山

現在的小牧市轄區過去在令制國時代屬於尾張國春日井郡，15世紀時曾先後有西尾氏及落合氏在現在小牧市東部的區域建立了大草城及上末城，16世紀中織田氏開始掌控此地，織田信長在準備攻略美濃國時，於1563年在此地的小牧山上建立小牧山城，作為其備戰的主要據點，直到1567年攻下美濃國的稻葉山城後，才將主要據點自此遷出，並廢棄小牧山城。不過在這段期間也在小牧山的南側形成了城下町，現今已發現新町遺跡和小牧池田遺跡確認了當時城下町的狀態。
1584年，德川家康和羽柴秀吉為爭奪織田信長過世後的主導權引起戰爭，戰爭期間由於羽柴秀吉一方佔領了北側的犬山城，德川家康隨即佔領小牧山作為在此次戰事期間的主要據點，因而此場戰事被稱為小牧、长久手之战。
17世紀進入江戶時代後，大部分區域都成為尾張藩的領地，在17世紀初期也在過去小牧山城城下町的東側區域設置了小牧宿，成為自名古屋城通往中山街道的上街道上的一個宿場，此後也以宿場町的形式持續發展；18世紀末尾張藩也進一步在此設立代官所負責周邊的春日井郡及丹羽郡的村落。
19世紀末明治維新實施廢藩置縣後，尾張藩被改設為名古屋縣，在1872年的第一次府縣整併後，隸屬於新整併而成的名古屋縣，而名古屋縣在四個月後更名為愛知縣。
1889年日本實施町村制，以過去小牧宿為中心的小牧村成為小牧町，現在的小牧市轄區在當時還包括周邊的外山村、和多里村、境村、岩崎村、久保一色村、味岡村、池林村、大野村、大草村、陶村、小木村、尾張村、多氣村13個行政區劃；1906年愛知縣內進行町村整併時，這14個町村被整併為位於中部的小牧町，位於北部的味岡村，位於東部的篠岡村，以及位於西部的北里村。
其中的小牧町、味岡村、篠岡村在1955年合併為小牧市，北里村則是在1963年被廢除，大部分區域都被併入小牧市。

### 變遷表
| 1889年10月1日 | 1889年 - 1944年            | 1889年 - 1944年            | 1945年 - 1954年            | 1955年 - 1989年                | 1989年 - 現在                  | 現在                      |
| ------------- | -------------------------- | -------------------------- | -------------------------- | ------------------------------ | ------------------------------ | ------------------------- |
| 小牧町        | 小牧町                     | 1906年7月16日 合併為小牧町 | 1906年7月16日 合併為小牧町 | 1955年1月1日 合併為小牧市      | 小牧市                         | 小牧市                    |
| 外山村        |                            | 1906年7月16日 合併為小牧町 | 1906年7月16日 合併為小牧町 | 1955年1月1日 合併為小牧市      | 小牧市                         | 小牧市                    |
| 和多里村      |                            | 1906年7月16日 合併為小牧町 | 1906年7月16日 合併為小牧町 | 1955年1月1日 合併為小牧市      | 小牧市                         | 小牧市                    |
| 境村          | 境村                       | 1906年7月16日 合併為小牧町 | 1906年7月16日 合併為小牧町 | 1955年1月1日 合併為小牧市      | 小牧市                         | 小牧市                    |
| 境村          | 1894年1月23日 真真村       | 1906年7月16日 合併為小牧町 | 1906年7月16日 合併為小牧町 | 1955年1月1日 合併為小牧市      | 小牧市                         | 小牧市                    |
| 岩崎村        | 岩崎村                     | 1906年7月16日 合併為味岡村 | 1906年7月16日 合併為味岡村 | 1955年1月1日 合併為小牧市      | 小牧市                         | 小牧市                    |
| 久保一色村    |                            | 1906年7月16日 合併為味岡村 | 1906年7月16日 合併為味岡村 | 1955年1月1日 合併為小牧市      | 小牧市                         | 小牧市                    |
| 味岡村        |                            | 1906年7月16日 合併為味岡村 | 1906年7月16日 合併為味岡村 | 1955年1月1日 合併為小牧市      | 小牧市                         | 小牧市                    |
| 池林村        | 池林村                     | 1906年7月16日 合併為篠岡村 | 1906年7月16日 合併為篠岡村 | 1955年1月1日 合併為小牧市      | 小牧市                         | 小牧市                    |
| 大野村        |                            | 1906年7月16日 合併為篠岡村 | 1906年7月16日 合併為篠岡村 | 1955年1月1日 合併為小牧市      | 小牧市                         | 小牧市                    |
| 大草村        |                            | 1906年7月16日 合併為篠岡村 | 1906年7月16日 合併為篠岡村 | 1955年1月1日 合併為小牧市      | 小牧市                         | 小牧市                    |
| 陶村          |                            | 1906年7月16日 合併為篠岡村 | 1906年7月16日 合併為篠岡村 | 1955年1月1日 合併為小牧市      | 小牧市                         | 小牧市                    |
| 尾張村        | 尾張村                     | 1906年7月16日 合併為北里村 | 1906年7月16日 合併為北里村 | 1963年9月1日 併入小牧市        | 小牧市                         | 小牧市                    |
| 多氣村        |                            | 1906年7月16日 合併為北里村 | 1906年7月16日 合併為北里村 | 1963年9月1日 併入小牧市        | 小牧市                         | 小牧市                    |
| 小木村        | 小木村                     | 1906年7月16日 合併為北里村 | 1906年7月16日 合併為北里村 | 1963年9月1日 併入小牧市        | 小牧市                         | 小牧市                    |
| 小木村        | 1900年7月16日 合併為五條村 | 1906年7月16日 合併為北里村 | 1906年7月16日 合併為北里村 | 1963年9月1日 併入小牧市        | 小牧市                         | 小牧市                    |
| 熊之村        | 1963年9月1日 併入師勝町    | 1906年7月16日 合併為北里村 | 1906年7月16日 合併為北里村 | 2006年3月20日 合併為北名古屋市 | 2006年3月20日 合併為北名古屋市 |                           |
| 熊之村        | 熊之村                     | 1906年7月16日 合併為師勝村 | 1906年7月16日 合併為師勝村 | 2006年3月20日 合併為北名古屋市 | 2006年3月20日 合併為北名古屋市 | 1961年4月1日 改制為師勝町 |

## 交通

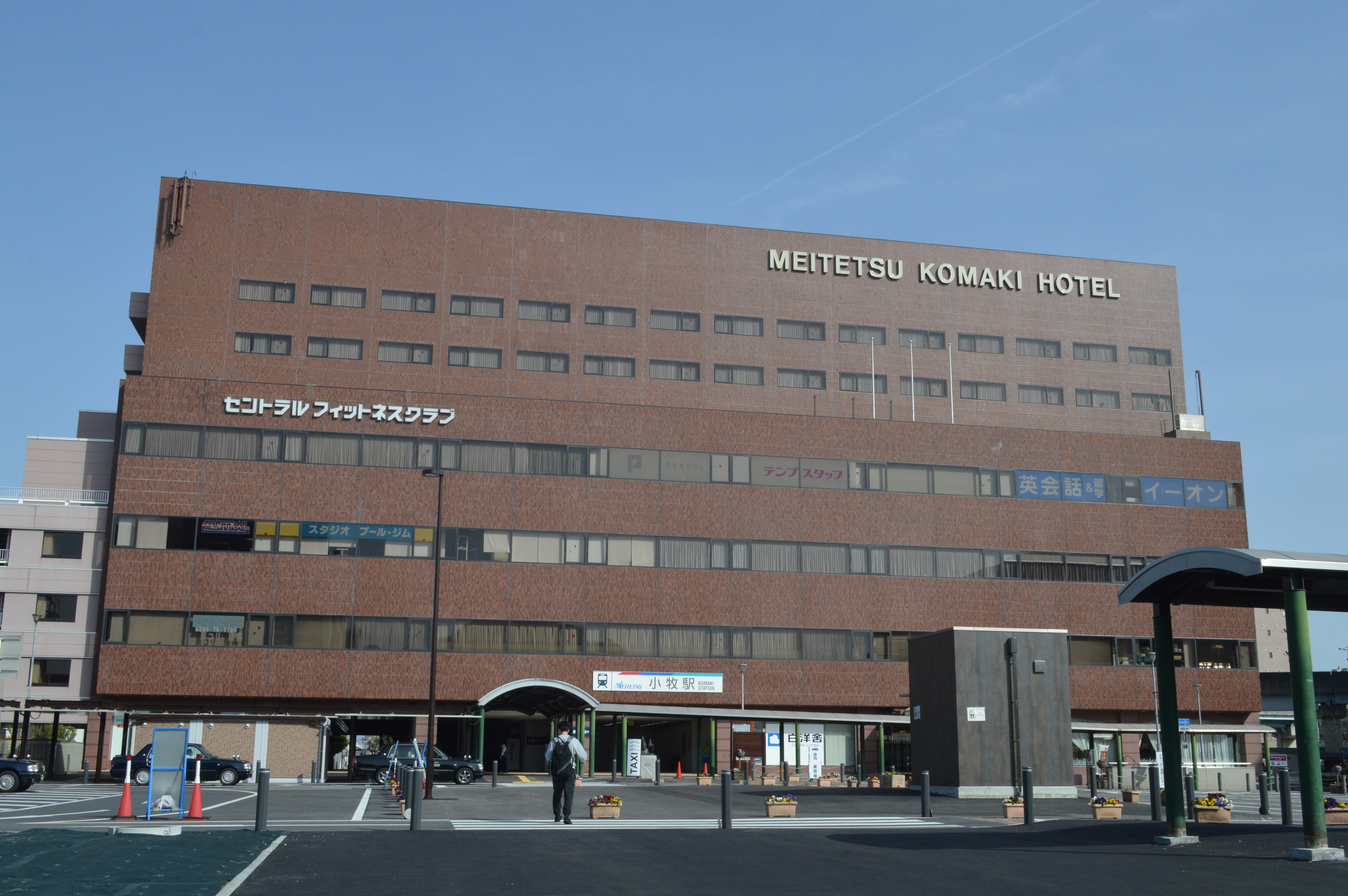
小牧車站站舍即位於上方的名鐵小牧旅館

鐵路名古屋鐵道小牧線以南北向自小牧市市區中通過，小牧車站為市區內的主要車站。
可通往東京的名神高速道路和通往關西的東名高速道路，以位於市區北側的小牧交流道相接，橫貫整個小牧市，同時經由長野縣、山梨縣往東的中央自動車道也以此為西側的起點，往南則有名古屋高速11號小牧線可以直接進入名古屋市區。
在南與豐山町交界處的名古屋飞行场曾是過去名古屋市周邊的主要機場，直到2005年中部國際機場啟用後才被取代，但目前仍以縣營的方式繼續經營，同時也是富士夢幻航空的樞紐機場，因此有多個航班可往返青森、花卷、山形、新潟、出雲、高知、福岡、熊本多地。
由葵交通所經營的桃巴士、桃花台巴士都是市內最主要的客運路線，小牧市政府及犬山市政府委託經營的社區巴士也是由葵交通所負責。
名古屋鐵道旗下的名鐵巴士也開設連結西側岩倉市和東側春日井市的客運路線。
過去名古屋鐵道還在1920年代至1960年代期間曾有岩倉支線的鐵路，可直接自小牧車站往西進入岩倉市市區；1940年代也曾配合戰爭需求規劃興建鷹來線，將位於東側鷹來村的兵工廠可直接經由鐵路連結小牧車站，不過隨著二次大戰的結束，此條鐵路並未完成。
1990年代時，配合桃花台新市鎮的開發，名古屋鐵道與當地政府、周邊企業曾共同出資成立桃花台新交通並建設桃花台线，採膠輪捷運系統以高架軌道連結小牧車站及桃花台新市鎮，不過由於路線營運持續虧損，此軌道路線最終在2006年停止營運。

### 鐵路
- 名古屋鐵道
  - 小牧線：（←春日井市） - 小牧口車站 - 小牧車站 - 小牧原車站 - 味岡車站 - 田縣神社前車站 - （犬山市）

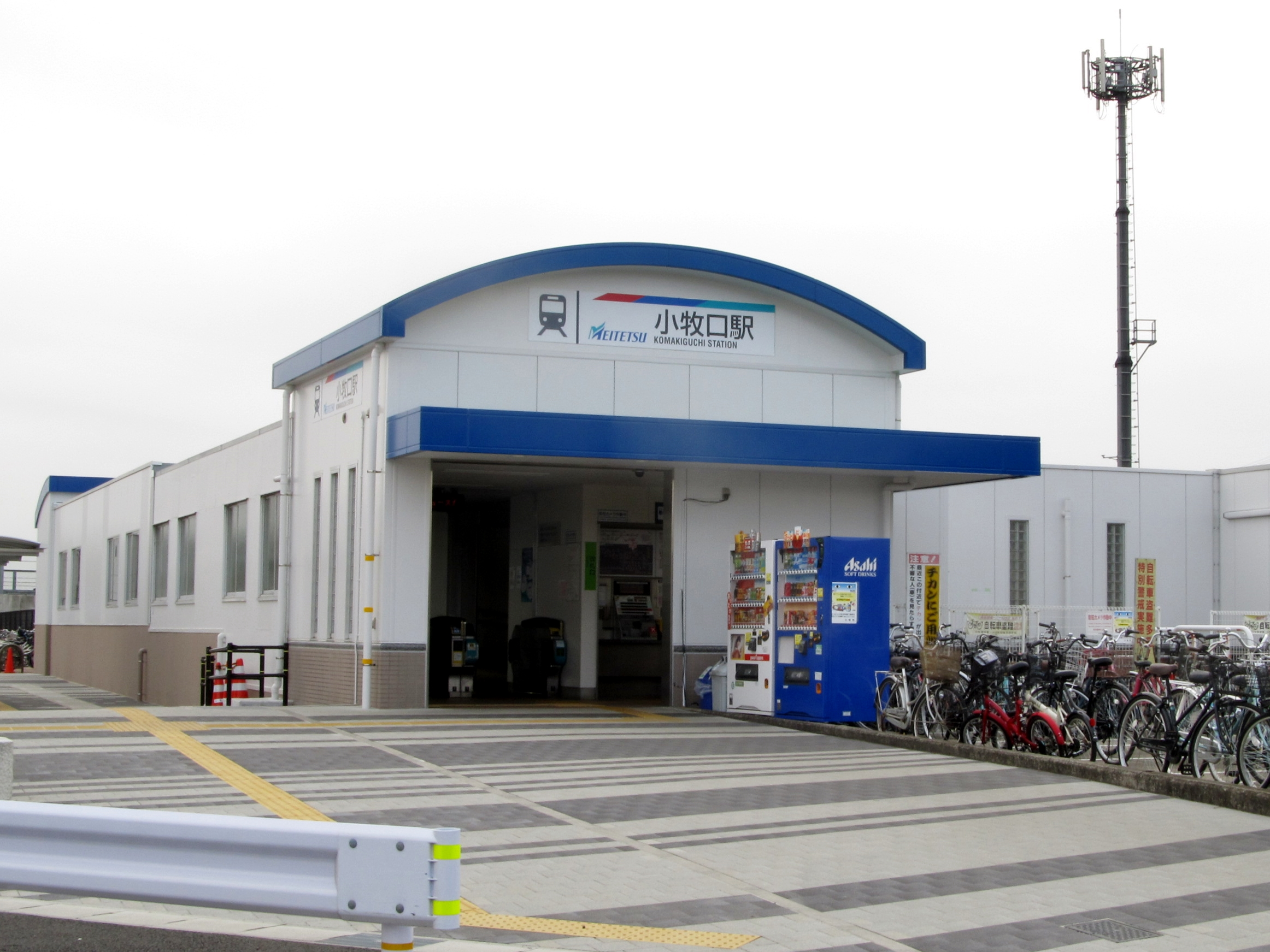
小牧口車站
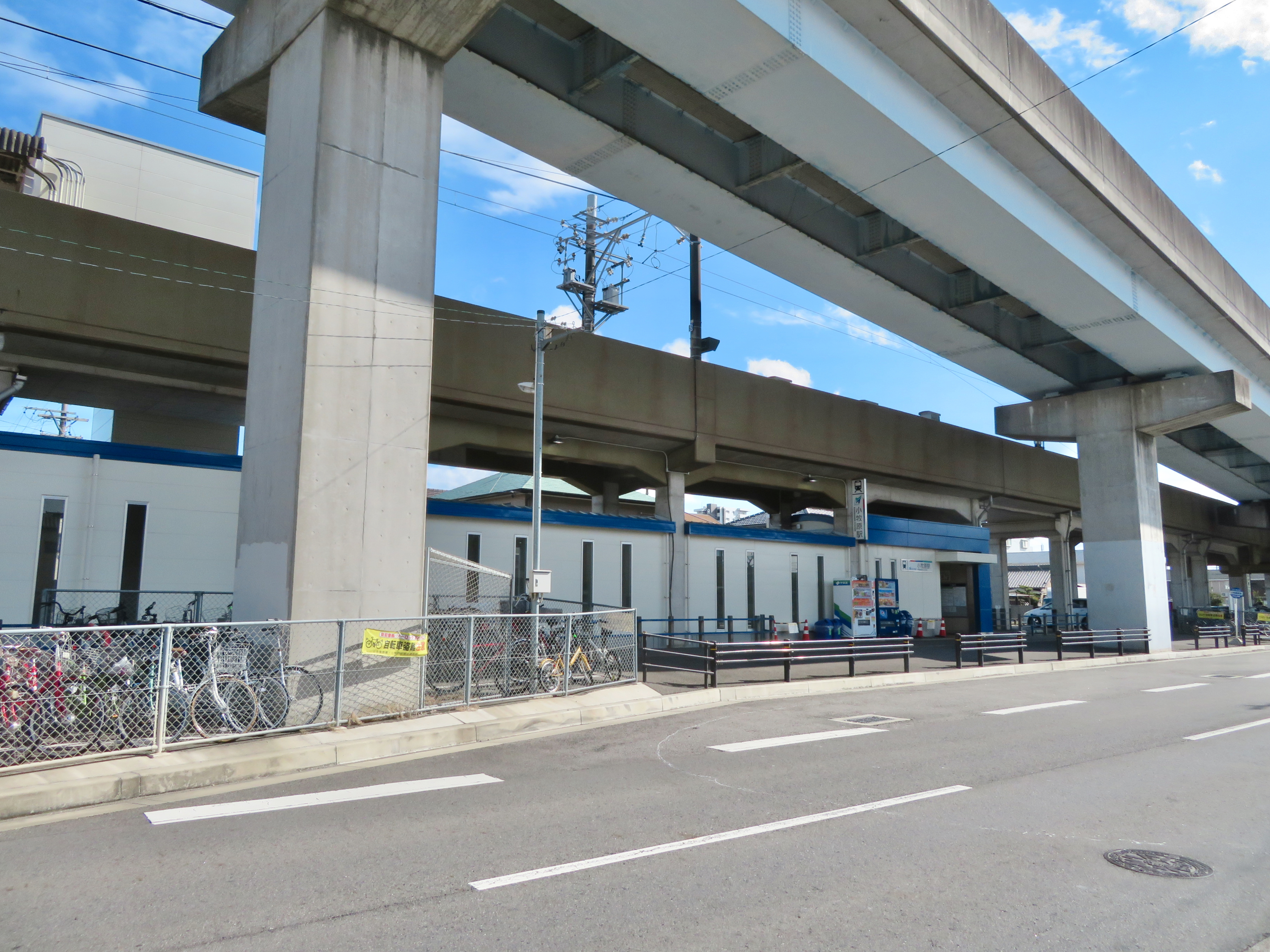
小牧原車站
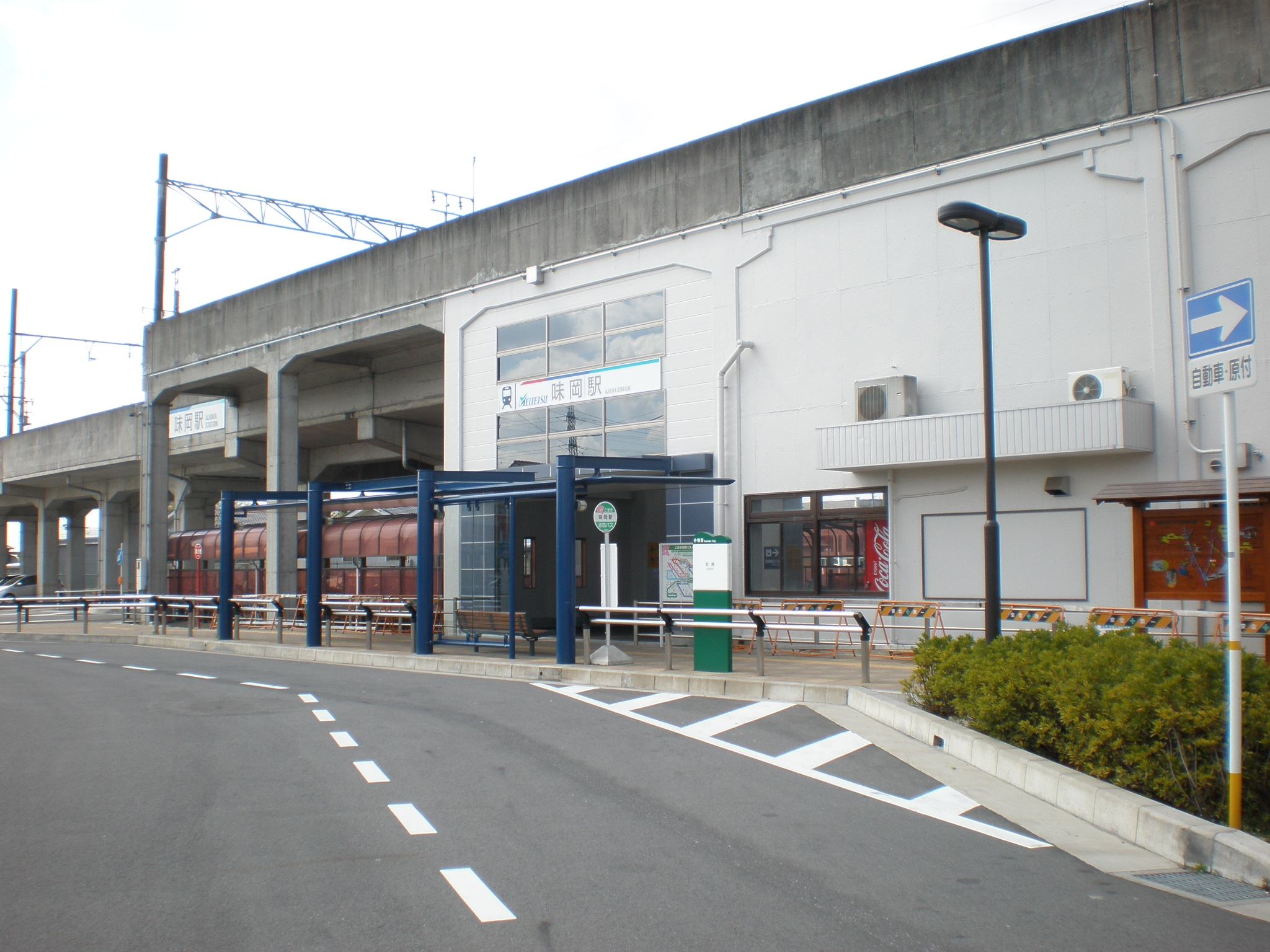
味岡車站
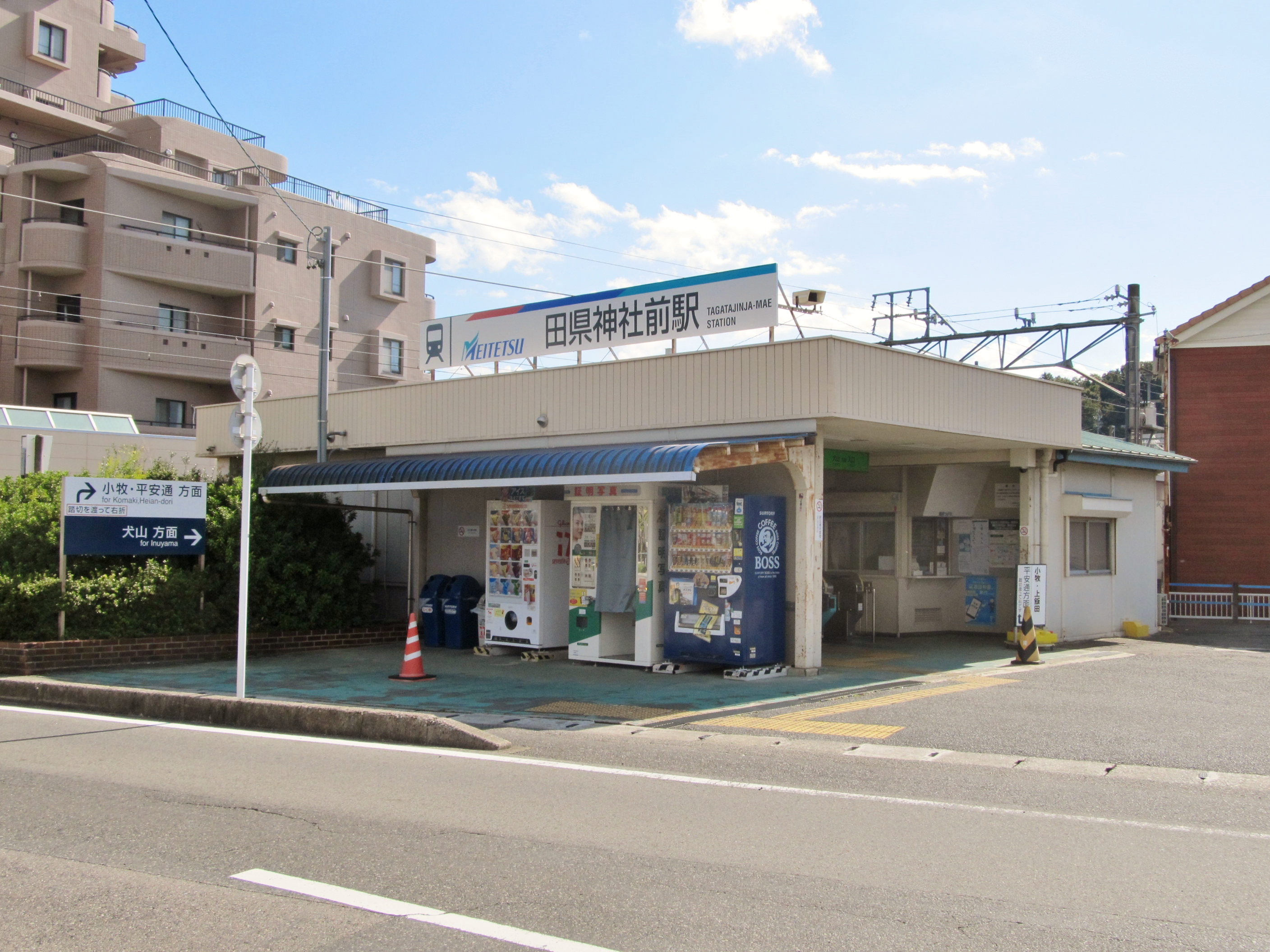
田縣神社前車站

### 公路
高速公路
- 東名高速道路：（春日井市） - 小牧系統交流道（日语：小牧ジャンクション） - 小牧交流道（日语：小牧インターチェンジ） - （名神高速道路）
- 名神高速道路：（東名高速道路） - 小牧交流道 - （岩倉市）
- 中央自動車道：（春日井市） - 小牧東交流道 - 小牧系統交流道
- 名古屋高速11號小牧線：（豐山町） - 豐山北出入口（日语：豊山北出入口） - 小牧南出入口 - 堀之內出入口 - 小牧交流道

## 觀光資源
在16世紀曾經成為織田信長和德川家康備戰據點的小牧山位於小牧市區北側，也是現在小牧市最主要的象徵，現在在山上建有小牧市歴史館，在山腳下則有小牧山城史蹟情報館，一同展示本地的文史資料，山上同時也是可以眺望整個市區的展望台。
由日本美伊娜多化粧品所設立的美伊娜多美術館同樣位於小牧市市區內，主要展出美伊娜多創辦人過去所收藏的美術品，以繪畫作品為主，同時也包括部分的雕刻、工藝品。

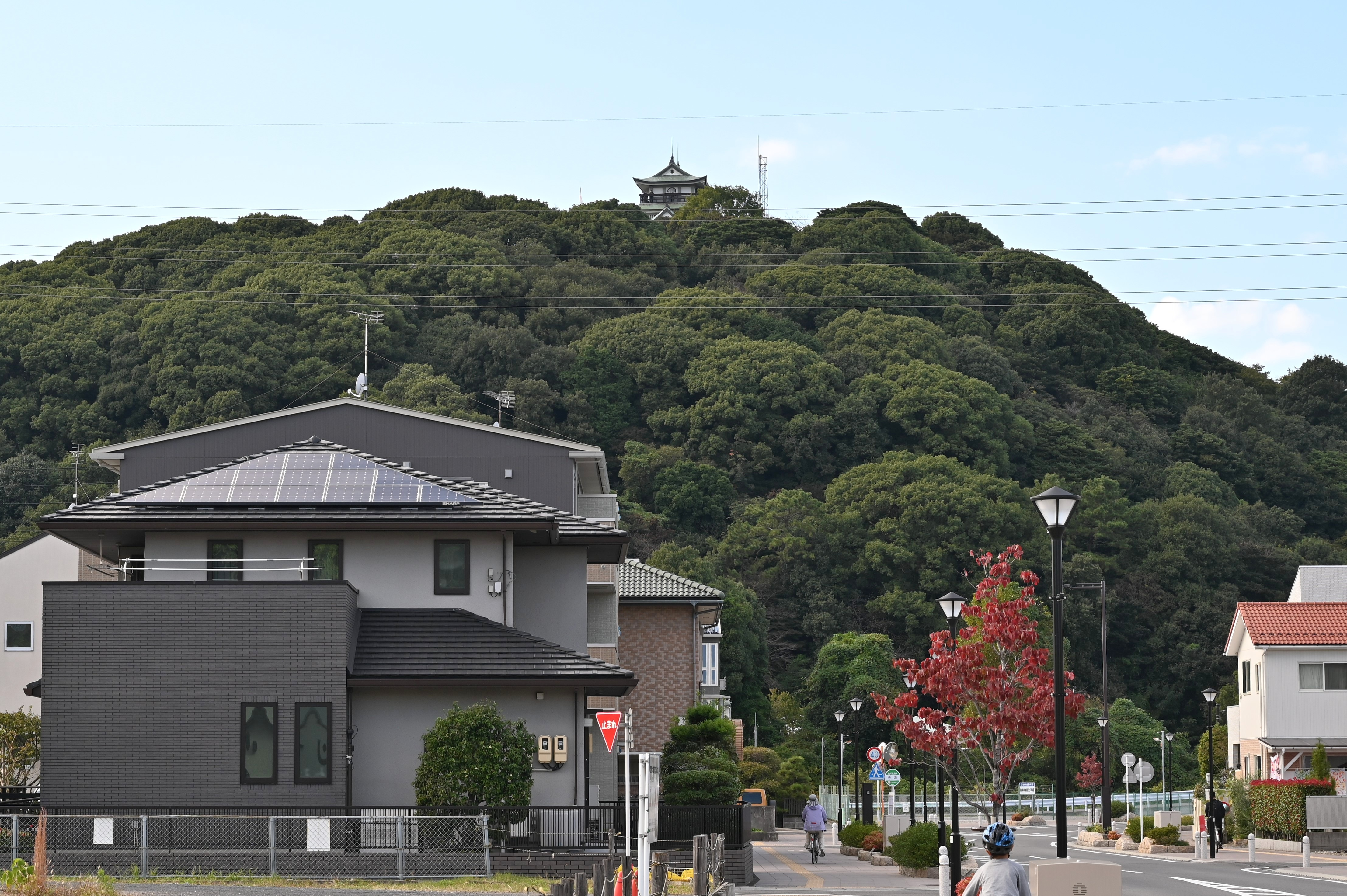
自市區看到位於小牧山上的小牧市歴史館
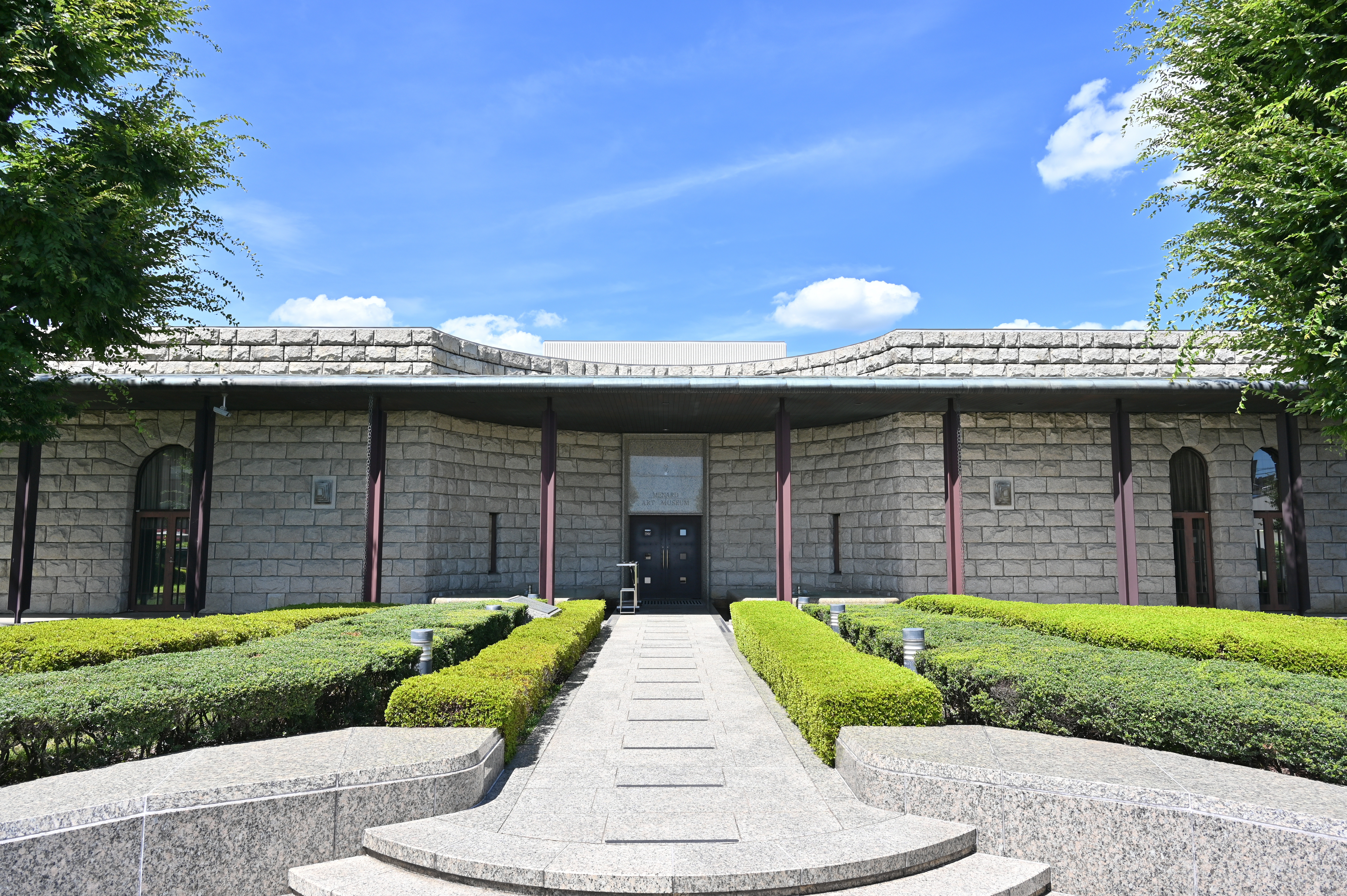
美伊娜多美術館

## 教育
在轄區東部的桃花台新市鎮東側，有名古屋造形大學及愛知文教大學兩所高等教育學校；名古屋造型大學是以美術、建築為主，愛知文教大學則是以人文學科為主。

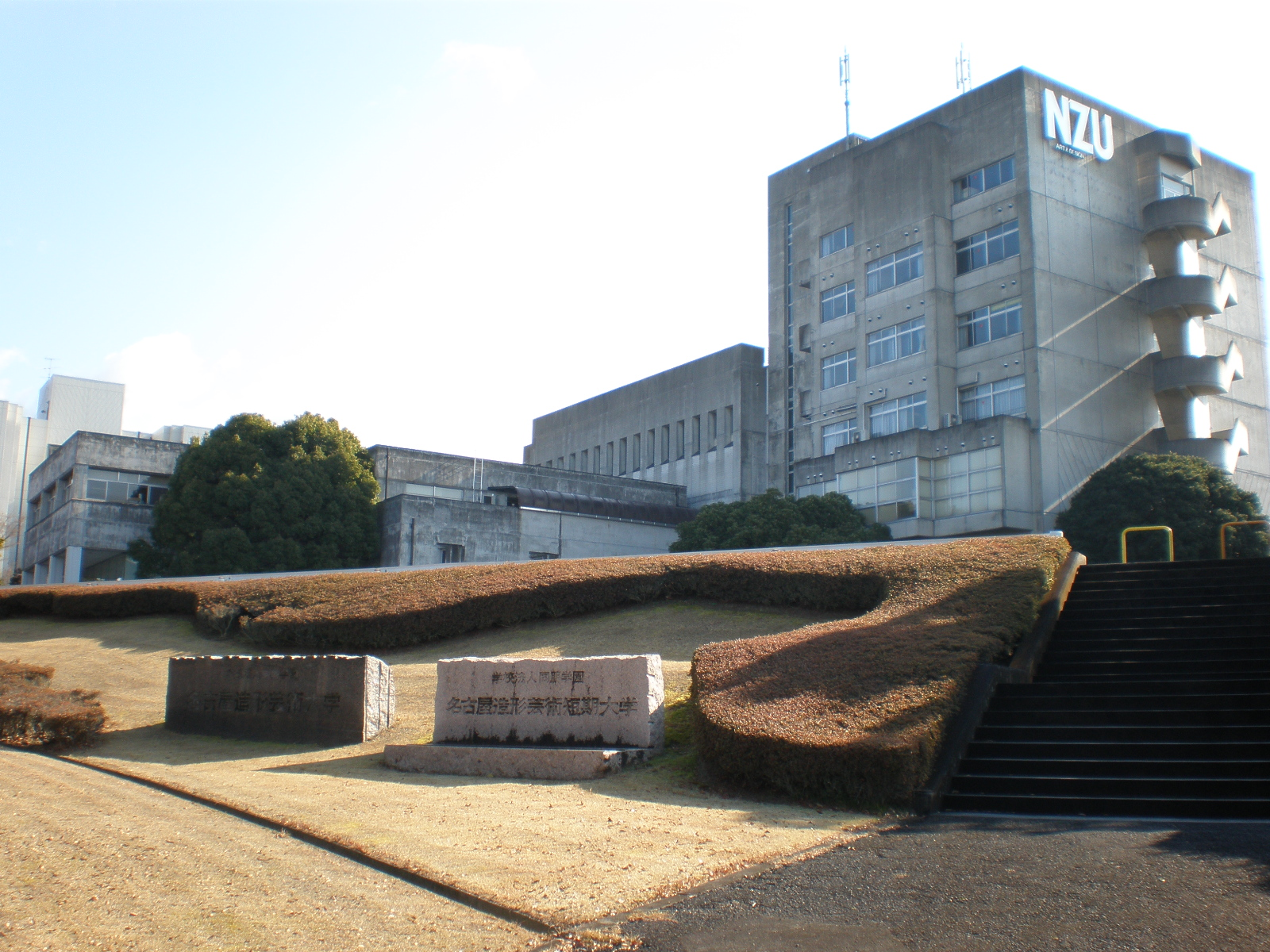
名古屋造型大學
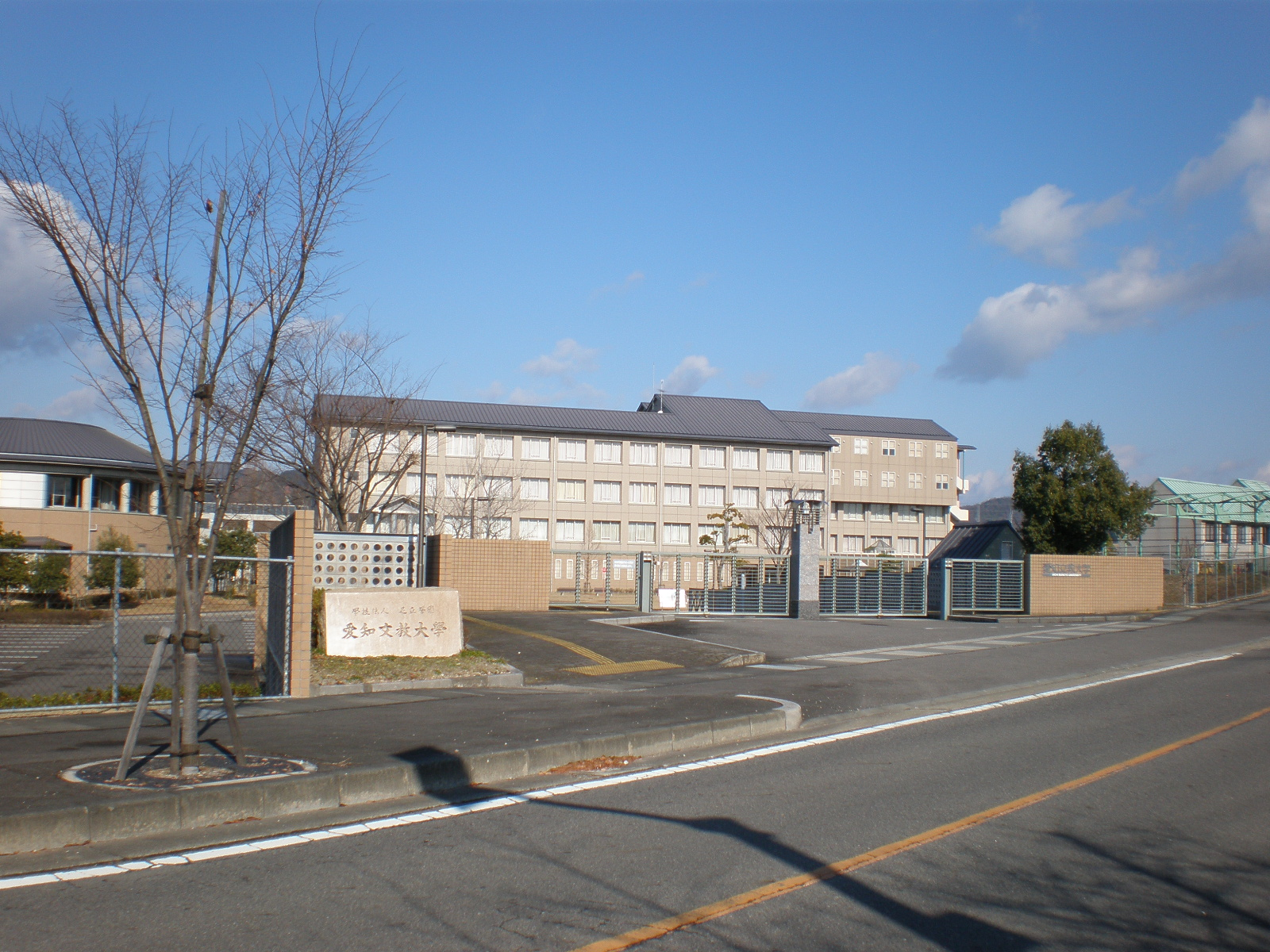
愛知文教大學

## 姊妹、友好城市

### 海外
- 怀恩多特（美國密歇根州韦恩县）
大福公司（日语：ダイフク）在1963年來到小牧市設廠時，透過其在美國的合作廠商讓小牧市與美國的懷恩多特開始交流，兩地因而在1963年締結為姊妹城市。[17]
- 格蘭特縣（美國華盛頓州）
2016年名古屋飛行場與美國的格蘭特郡國際機場（英语：Grant County International Airport）締結為姊妹機場，在愛知縣政府的牽線下，小牧市與格蘭特郡開始交流，並在2019年締結為友好城市。[18]
- 安養市（韓國京畿道）
兩地自1979年開始交流。[19]

### 日本
- 八雲町（北海道）
1978年在尾張德川家當主德川慶勝的主導下，開始自愛知縣派遣移民至現在的北海道八雲町位置開墾，至1920年代止，約有七十戶出身自小牧的居民前往北海道，兩地因而自1980年代起開始交流。[20]

## 外部連結
- （日語） 小牧市的X（前Twitter）
- （日語） YouTube上的小牧市頻道
- （日語） 小牧市PR隊的Instagram帳戶